# Gregory Ferreira Lino
Gregory Ferreira Lino (Valenciennes, 30 maart 1980) is een Frans voetbalspeler die sinds 2009 uitkomt voor OH Leuven. Zijn positie is middenvelder.
Ferreira Lino kende zijn doorbraak bij KSK Ronse in het seizoen 2008-2009. Hij wist er 14 keer te scoren in 35 wedstrijden en werd uitgeroepen tot beste speler van het seizoen bij Ronse. Dit leverde hem een transfer op naar OH Leuven. Ook hier maakte Ferreira Lino meteen een goede indruk, maar nog in de voorbereiding van het seizoen 2009-2010 sloeg het noodlot toe. Hij scheurde de ligamenten en de meniscus waardoor hij een half jaar aan de kant moest blijven. In augustus 2010 verhuisde hij naar KV Oostende. Het seizoen erop tekende hij bij derdeklasser FC Doornik. 